# МАЗ-203
МАЗ-203 — белорусский низкопольный городской автобус большого класса второго поколения Минского автомобильного завода. По состоянию на лето 2023 года выпущено всего более 4 тысяч автобусов разных модификаций.

## Характеристики
Высота пола по всей поверхности — 330 мм от полотна дороги (в отличие от МАЗ-103, у которого уровень пола повышался на задней площадке). Технология изготовления кузова общая для всех автобусов МАЗ второго поколения (МАЗ-256, МАЗ-206, МАЗ-251, МАЗ-171) — каркас изготавливается из оцинкованных труб прямоугольного и специального сечения, в него вклеиваются стеклопластиковые панели обшивки и стекла, причём профили накладок на швах не устанавливаются. Применено лобовое стекло панорамного типа. В салоне может быть установлен кондиционер; также может быть установлен кондиционер для водителя. Передняя дверь МАЗ-203 в базовой комплектации изначально была такой же широкой, как и все остальные (в отличие от МАЗ-103, где одна половина передней двери использовалась для входа в водительскую кабину). Позже по заказу Минска была разработана модификация с перегородкой в передней двери (как в МАЗ-103), что объясняется недостаточным обзором правой стороны дороги при максимальной загрузке в час пик. Впоследствии заводом стали предлагаться варианты автобуса как с «узкой», так и с «широкой» перегородкой, а также вовсе без неё (например, такой вариант заказывали транспортные компании Казахстана, Сербии и европейских стран). Также производится пригородная версия автобуса, в которой отсутствует задняя дверь, а также могут быть установлены «мягкие» сидения.
Долгое время на автобусы МАЗ-203 устанавливались как импортные двигатели (MAN, Mercedes-Benz), соответствующие нормам Евро-4, Евро-5 и Евро-6 с автоматической коробкой передач, так и производства Минского моторного завода. С 2022 года на автобусы данной модели устанавливаются двигатели исключительно белорусско-китайского производства (МАЗ-Weichai), что обусловлено введением санкций против Беларуси со стороны Европейского союза и США в 2022 году. В конструкции автобуса применены портальные мост и передняя ось. Все колеса оборудованы дисковыми тормозами с пневматическим приводом, кроме того, установлены системы ABS и ASR.
С 2017 года выпускаются различные версии автобуса с двигателем на компримированном (метан), а также на сжиженном природном газе. В первом случае газовые баллоны размещены в отсеке на крыше автобуса, во втором — в заднем свесе (при этом задние сидения, а также окно в задней части такого автобуса отсутствуют).
МАЗ-203 полностью отвечает европейским требованиям для перевозки пассажиров (Правила ЕЭК ООН № 85, № 107), что позволяет продавать автобус в странах ЕС. В частности, автобус закупали автотранспортные предприятия Польши и Германии.
Автобус получил специальный приз профессионального жюри на 9-й московской международной автомобильной выставке «Мотор-шоу-2005», он также признан лучшим городским автобусом большого класса на международном автосалоне SIA-2006 (Киев).
С 2008 года выпускается троллейбус МАЗ-203Т, разработанный на базе аналогичной модели автобуса.
В 2027 году, после ввода в эксплуатацию новой производственной площадки Минского автомобильного завода и планируемым полноценным запуском производства автобусов третьего поколения, запланировано прекращение производства автобусов второго поколения, в том числе МАЗ-203.
| Название    | Назначение  | Двигатель                            | Модель КПП                         | ЭКО стандарт | Годы выпуска    | Примечание                                                           |
| ----------- | ----------- | ------------------------------------ | ---------------------------------- | ------------ | --------------- | -------------------------------------------------------------------- |
| МАЗ-203.015 | городской   | Daimler Chrysler ОМ926LA             | ZF 6AP1400B                        | Евро-5       | 2017—2021       |                                                                      |
| МАЗ-203.016 | городской   | Daimler Chrysler ОМ926LA             | Allison T375w                      | Евро-5       | 2018—2021       |                                                                      |
| МАЗ-203.025 | городской   | ЯМЗ-53613-50                         | ZF 6AP1400B                        | Евро-5       | 2017            | Один экземпляр, эксплуатируется в Жлобине (Гомельская область)       |
| МАЗ-203.045 | городской   | Weichai WP7 300E51                   | Allison T375w, Fast Gear FC6A140RB | Евро-5       | 2018—2022       | Эксплуатируются в 3 областях РБ: Гомельской, Витебской и Могилёвской |
| МАЗ-203.047 | городской   | Weichai WP7 300E51                   | Fast Gear F6A180R                  | Евро-5       | с 2022          |                                                                      |
| МАЗ-203.057 | городской   | MAN D 0836 LOH-64                    | Voith D854.5                       | Евро-3       | 2012            | единственный экземпляр                                               |
| МАЗ-203.058 | городской   | MAN D 0836 LOH-64                    | ZF 6HAP1200B                       | Евро-3       | 2013—2014       | два экземпляра                                                       |
| МАЗ-203.065 | городской   | Daimler Chrysler ОМ906LA             | Voith D851.3Е                      | Евро-3       | 2007—2013       |                                                                      |
| МАЗ-203.067 | городской   | Daimler Chrysler ОМ906LA             | ZF 6НP502С                         | Евро-3       | 2005—2013       | самая первая модификация                                             |
| МАЗ-203.068 | городской   | Daimler Chrysler ОМ906LA             | ZF 6HP504С                         | Евро-4       | 2008—2017       |                                                                      |
| МАЗ-203.069 | городской   | Daimler Chrysler ОМ906LA             | ZF 6HP504С, ZF 6AP1200B            | Евро-5       | 2009—2019       |                                                                      |
| МАЗ-203.076 | городской   | Daimler Chrysler Deutz TCD 2013L064V | Voith D854.3Е                      | Евро-4       | 2007—2013       |                                                                      |
| МАЗ-203.085 | городской   | Daimler Chrysler ОМ906LA             | Allison T325w                      | Евро-5       | 2012—2019       |                                                                      |
| МАЗ-203.088 | городской   | Daimler Chrysler ОМ936LA             | ZF 6AP1400B                        | Евро-6       | 2015—2020       |                                                                      |
| МАЗ-203.115 | пригородный | Daimler Chrysler ОМ926LA             | ZF 6AP1400B                        | Евро-5       | 2020—2021       |                                                                      |
| МАЗ-203.116 | пригородный | Daimler Chrysler ОМ926LA             | Allison T375w                      | Евро-5       | 2019—2021       |                                                                      |
| МАЗ-203.147 | пригородный | Weichai WP7 300E51                   | Fast Gear F6A180R                  | Евро-5       | с 2022          |                                                                      |
| МАЗ-203.167 | пригородный | Daimler Chrysler ОМ906LA             | ZF 6НP502С                         | Евро-3       | 2006—2012       |                                                                      |
| МАЗ-203.168 | пригородный | MAN D0834LFL64                       | ?                                  | Евро-3       | 2013            | единственный экземпляр                                               |
| МАЗ-203.169 | пригородный | Daimler Chrysler ОМ906LA             | ZF 6HP504С, ZF 6AP1200B            | Евро-5       | 2009—2018       |                                                                      |
| МАЗ-203.176 | пригородный | Deutz TCD 2013L064V                  | Voith D854.3Е                      | Евро-4       | 2008            | 4 экземпляра                                                         |
| МАЗ-203.177 | пригородный | Deutz TCD 2013L064V                  | Voith D854.3Е                      | Евро-5       | 2008—2009       | 3 экземпляра                                                         |
| МАЗ-203.865 | городской   | Дизель + электромотор                | ?                                  | Евро-5       | 2012            | гибрид, единственный экземпляр                                       |
| МАЗ-203.945 | городской   | Weichai WP7G280E51                   | Allison T375w                      | Евро-5       | 2019—2022       | газовый двигатель                                                    |
| МАЗ-203.946 | городской   | Weichai WP7NG280E51                  | Allison T375w, Fast Gear FC6A140RB |              |                 | газовый двигатель                                                    |
| МАЗ-203.947 | городской   | Weichai WP7NG290E51                  | Fast Gear F6A180R                  | Евро-5       | с 2022          | газовый двигатель                                                    |
| МАЗ-203.948 | городской   | Weichai WP7NG290E51                  | Fast Gear F6A180R                  | Евро-5       | с 2022          | газовый двигатель                                                    |
| МАЗ-203.965 | городской   | Daimler Chrysler ОМ906LAG            | Allison T310w                      | Евро-5       | 2013—2016, 2021 | газовый двигатель                                                    |
| МАЗ-203.966 | городской   | Daimler Chrysler ОМ906LAG            | ZF 6AP1200B                        | Евро-5       | 2017            | газовый двигатель, единственный экземпляр                            |
| МАЗ-203.988 | городской   | Daimler Chrysler ОМ936LAG            | ZF 6AP1400B                        | Евро-6       | 2015            | газовый двигатель, единственный экземпляр                            |
| МАЗ-203.L65 | городской   | Daimler Chrysler ОМ906LAG            | Allison T310w                      | Евро-5       | 2015            | газовый двигатель                                                    |
| МАЗ-203.М76 | городской   | Cummins                              | Allison T280R                      | Евро-6       | 2011            | газовый двигатель                                                    |
| МАЗ-203.С45 | пригородный | Weichai WP7G280E51                   | Allison-T310w/Ret                  | Евро-5       | 2021            | газовый двигатель                                                    |
| МАЗ-203.С46 | пригородный | Weichai WP7NG280E51                  | Allison-T310w/Ret                  | Евро-5       | 2022            | газовый двигатель                                                    |
| МАЗ-203.C47 | пригородный | Weichai WP7NG290E51                  | Fast Gear F6A180R                  | Евро-5       |                 | газовый двигатель                                                    |
| МАЗ-203.C48 | пригородный | Weichai WP7NG290E51                  | Fast Gear F6A180R                  | Евро-5       |                 | газовый двигатель                                                    |
| МАЗ-203.С65 | пригородный | Daimler Chrysler ОМ906LAG            | Allison T310w                      | Евро-5       | 2014—2017       | газовый двигатель                                                    |

## Производство и эксплуатация
Мелкосерийное производство этого автобуса началось со второго квартала 2006 года; первая крупная партия из пятидесяти автобусов была произведена по заказу Казани в первой половине 2007 года (49 машин по состоянию на ноябрь 2014 года были в эксплуатации). В Республике Беларусь первым городом, получившим МАЗ-203, стал Гомель. Кроме того, поставки новой машины начались в другие города России, Беларуси и Украины. Отдельные модификации работают в Польше, Германии, Сербии и в других странах мира.
В 2008 году ГУП «Мосгортранс» проводил испытания автобуса МАЗ-203.
В 2017 году партию из 75 автобусов получил Ростов-на-Дону в рамках подготовки к Чемпионату мира по футболу 2018.
В 2022 году состоялась одна из крупнейших поставок автобусов МАЗ: предприятия города Санкт-Петербурга получили 889 автобусов моделей МАЗ-203 и МАЗ-206, на КПГ и СПГ, в рамках запуска НМТО в Санкт-Петербурге. Одним из основных отличий стала передняя маска: впервые такая маска появилась на автобусах МАЗ-206, поставленных в Москву в 2021 году. Также изменилась компонентная база. В декабре 2022 года СПб ГУП «Пассажиравтотранс» также стал получать новые автобусы МАЗ-203. В отличие от частных перевозчиков, «Пассажиравтотранс» заказал автобусы, работающие на дизельном топливе.
С сентября 2022 года автобусы с новой маской стали появляться и в Республике Беларусь: первые машины поступили в Гродно и Гомель.
С 2027 года прекратится производство автобусов МАЗ-203 в связи с полным переходом на автобусы третьего поколения.

## Галерея

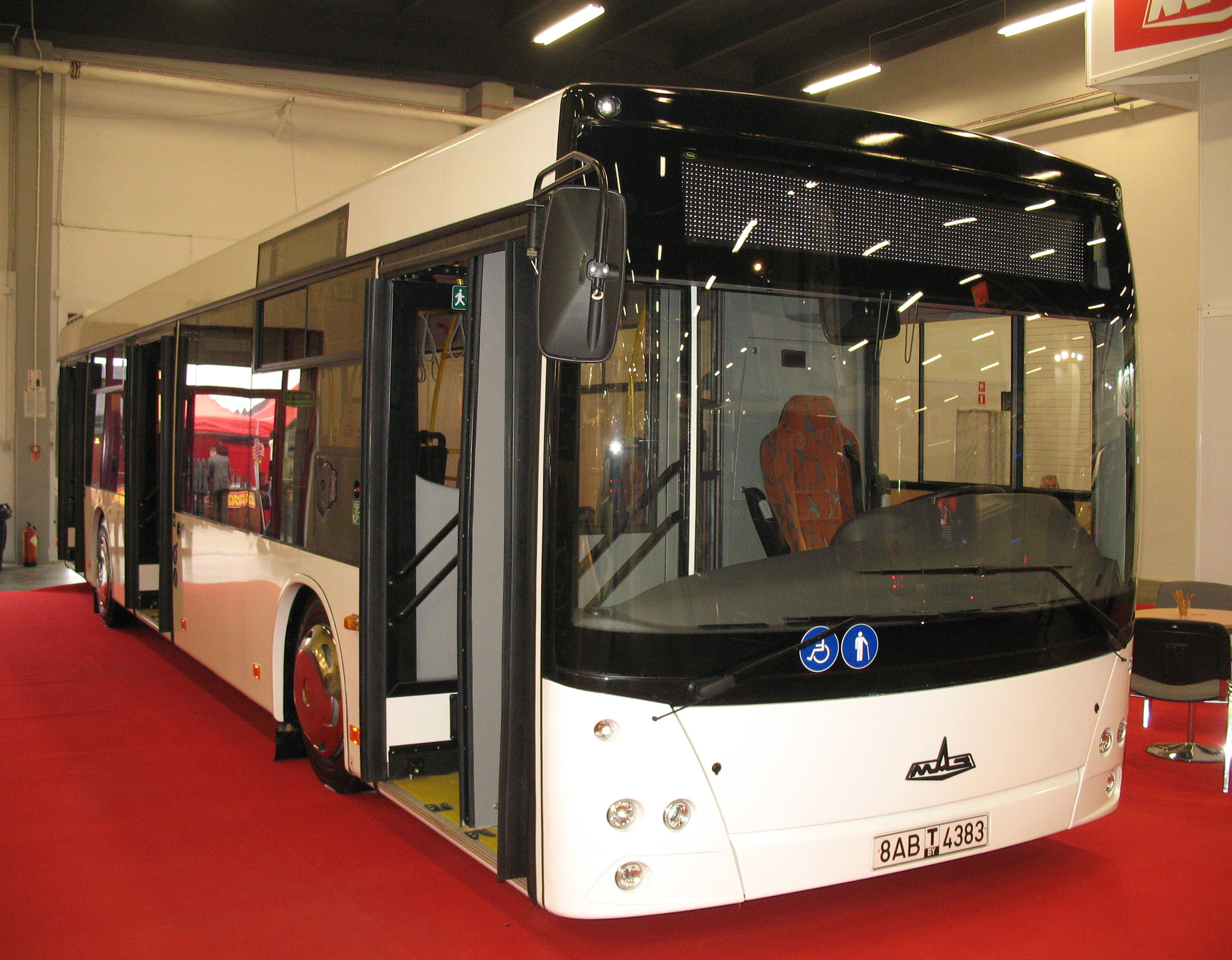
МАЗ-203 на выставке TRANSEXPO 2011 в Кельце, Польша
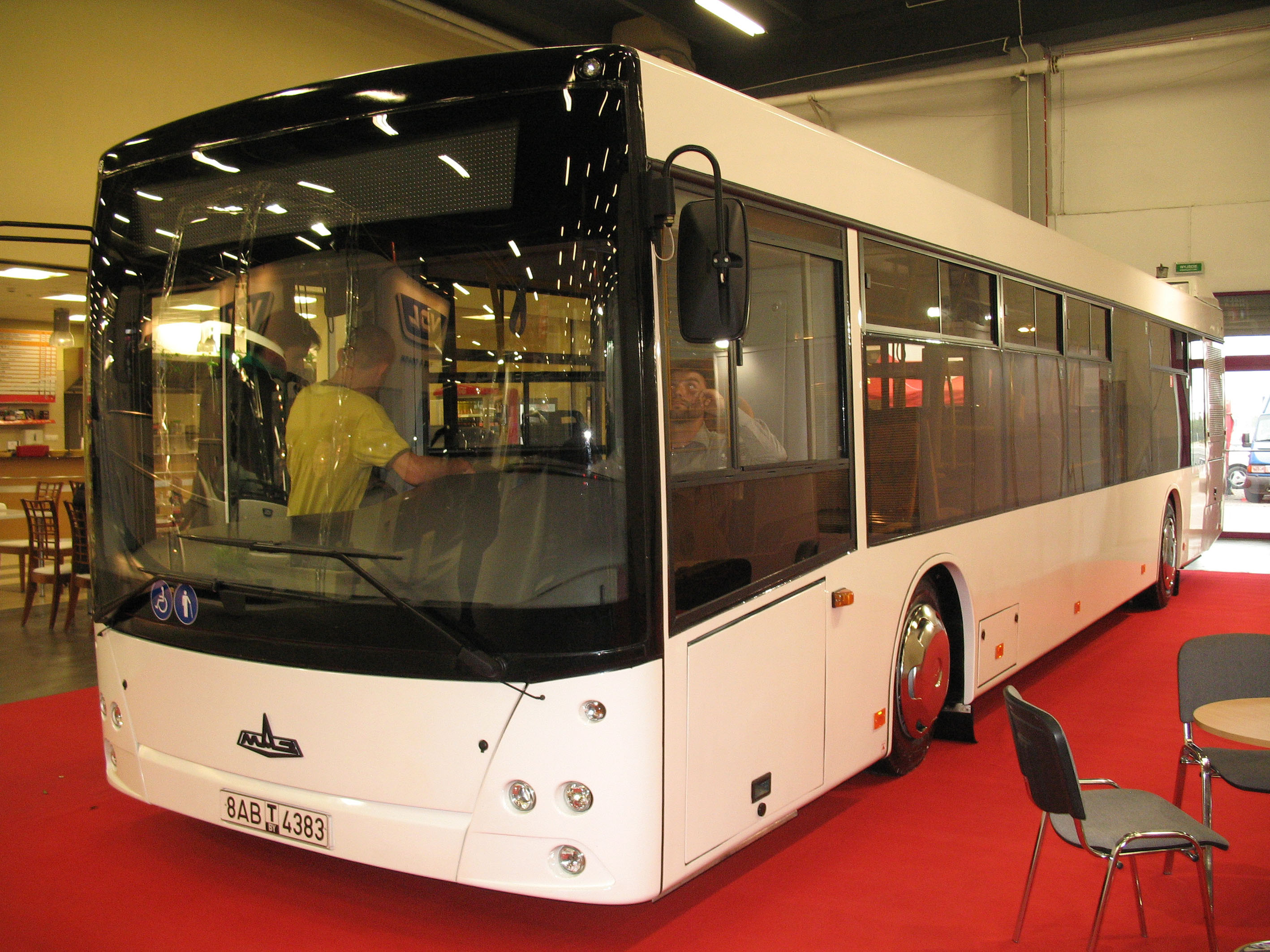
МАЗ-203 на выставке TRANSEXPO 2011 в Кельце, Польша. Вид на кабину водителя
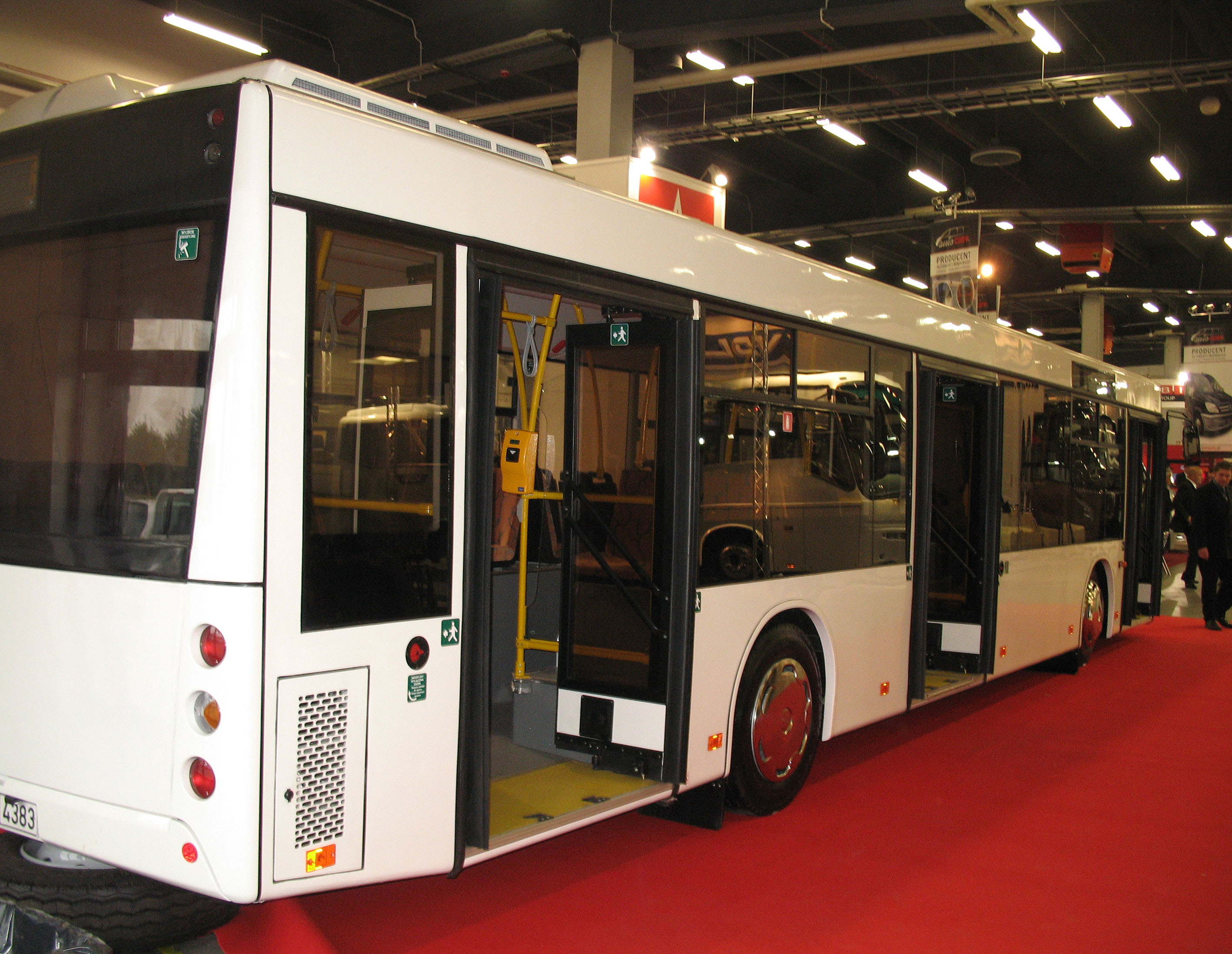
МАЗ-203 на выставке TRANSEXPO 2011 в Кельце, Польша. Вид сзади
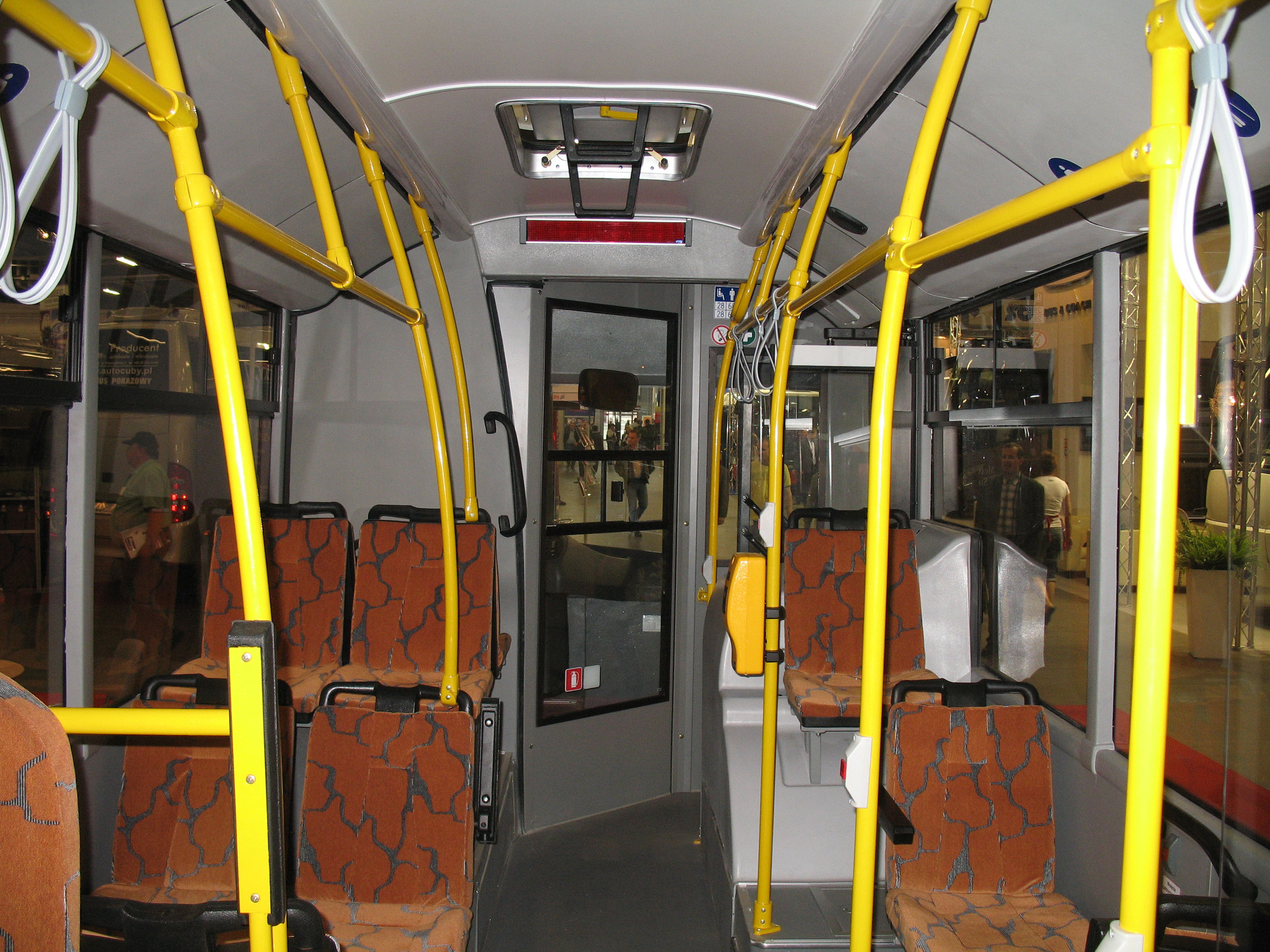
МАЗ-203 на выставке TRANSEXPO 2011 в Кельце, Польша. Салон, вид вперёд
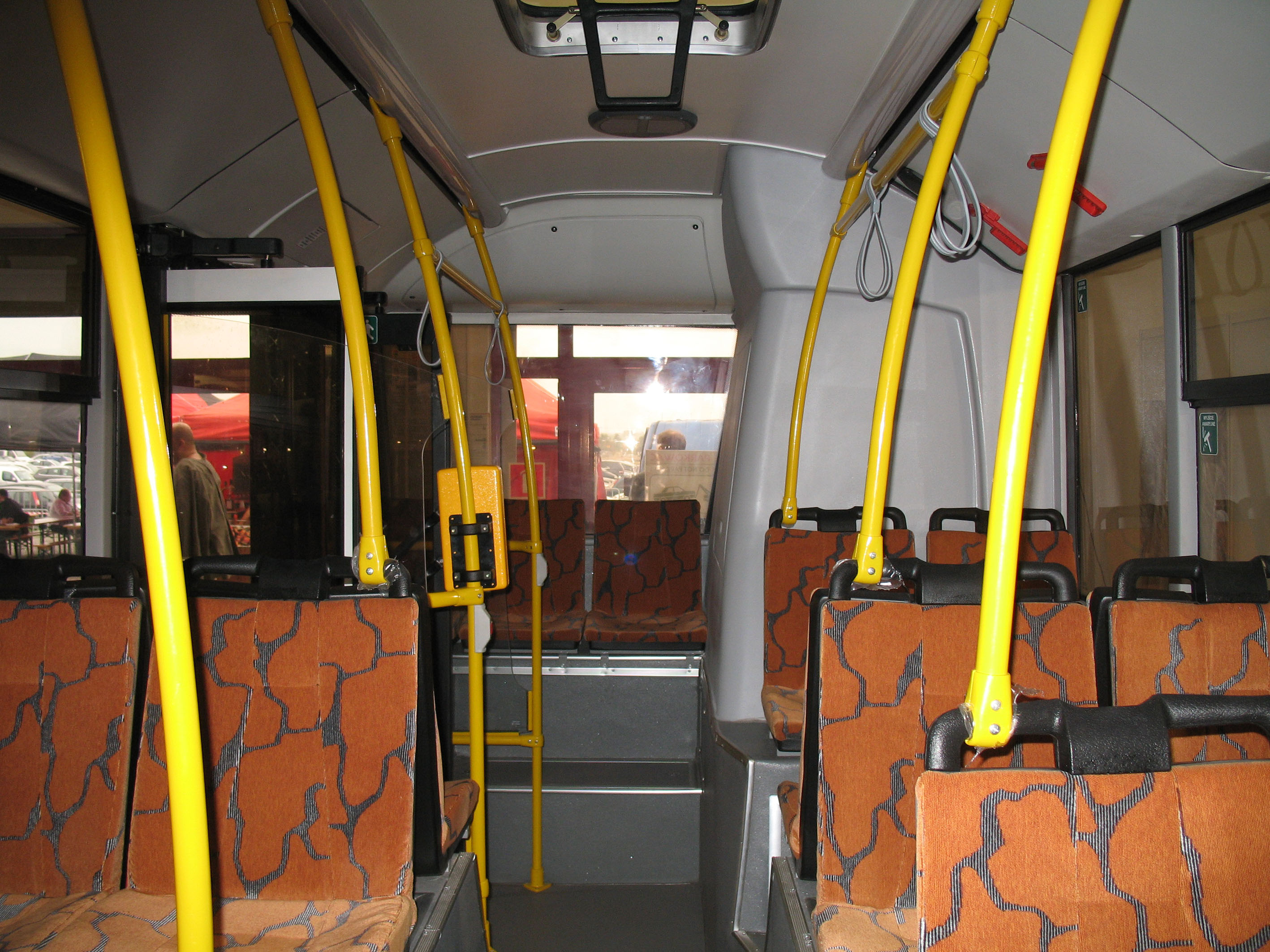
МАЗ-203 на выставке TRANSEXPO 2011 в Кельце, Польша. Салон, вид назад
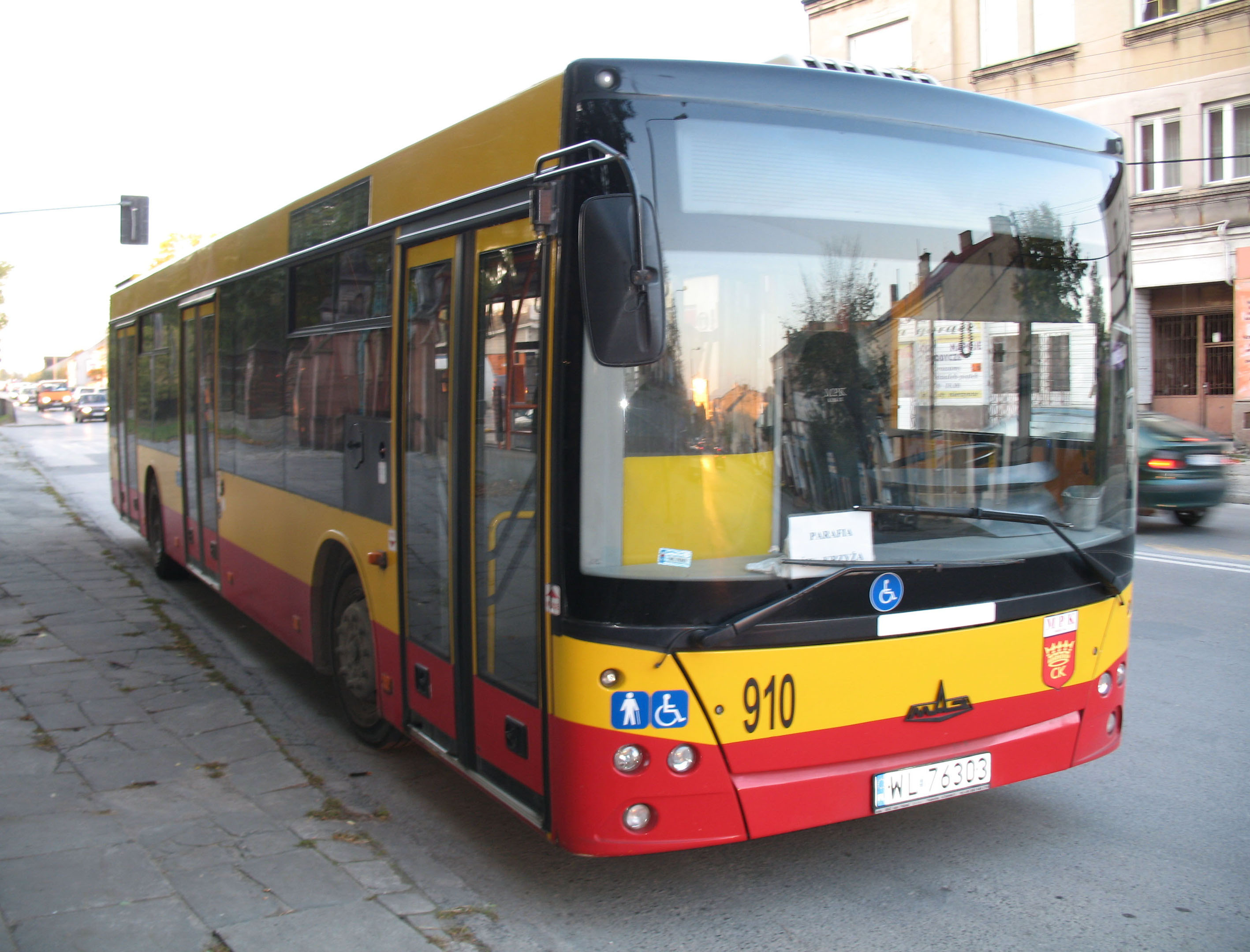
МАЗ-203.076 в Кельце, Польша
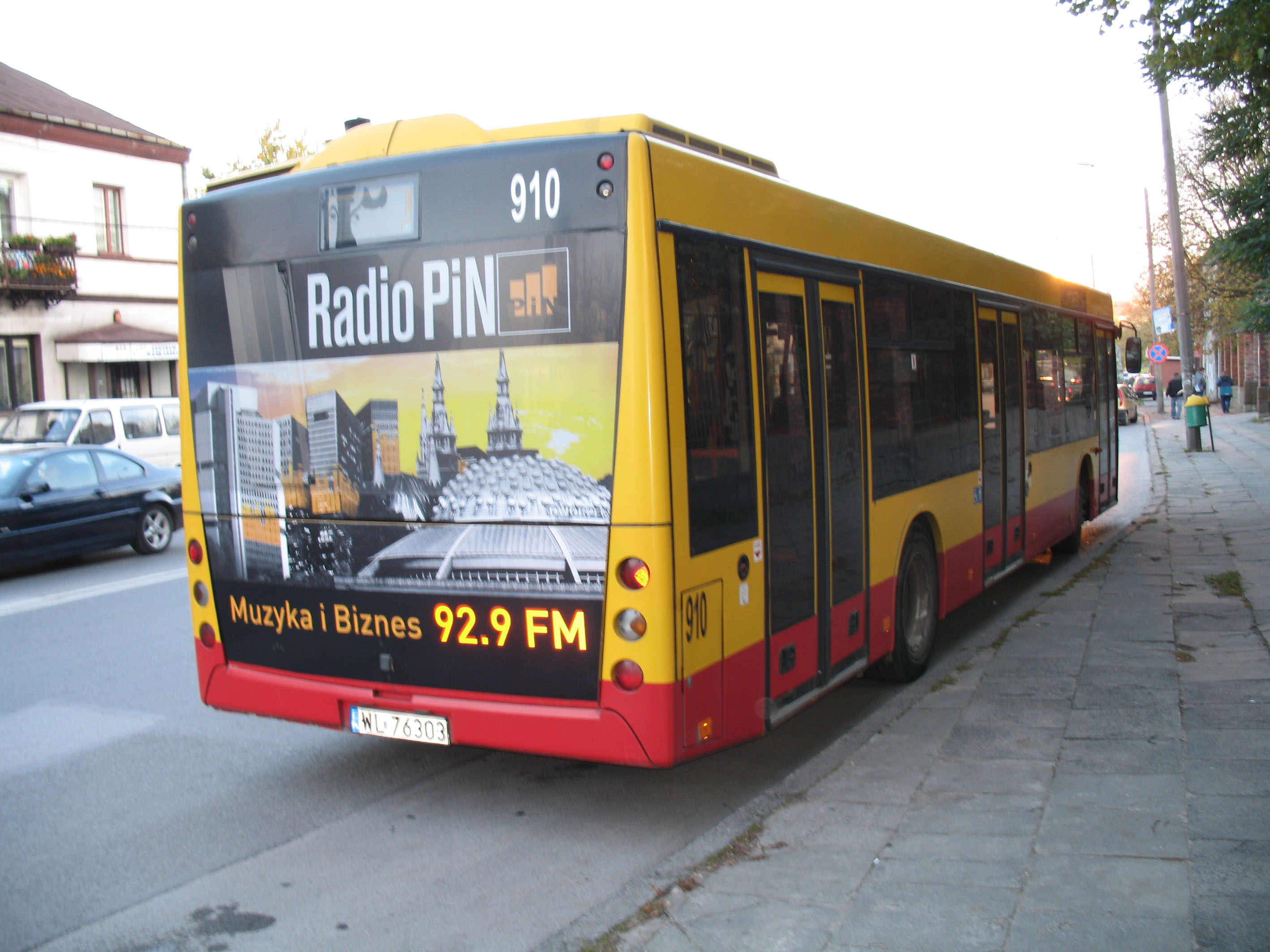
МАЗ-203.076 в Кельце, Польша. Вид сзади
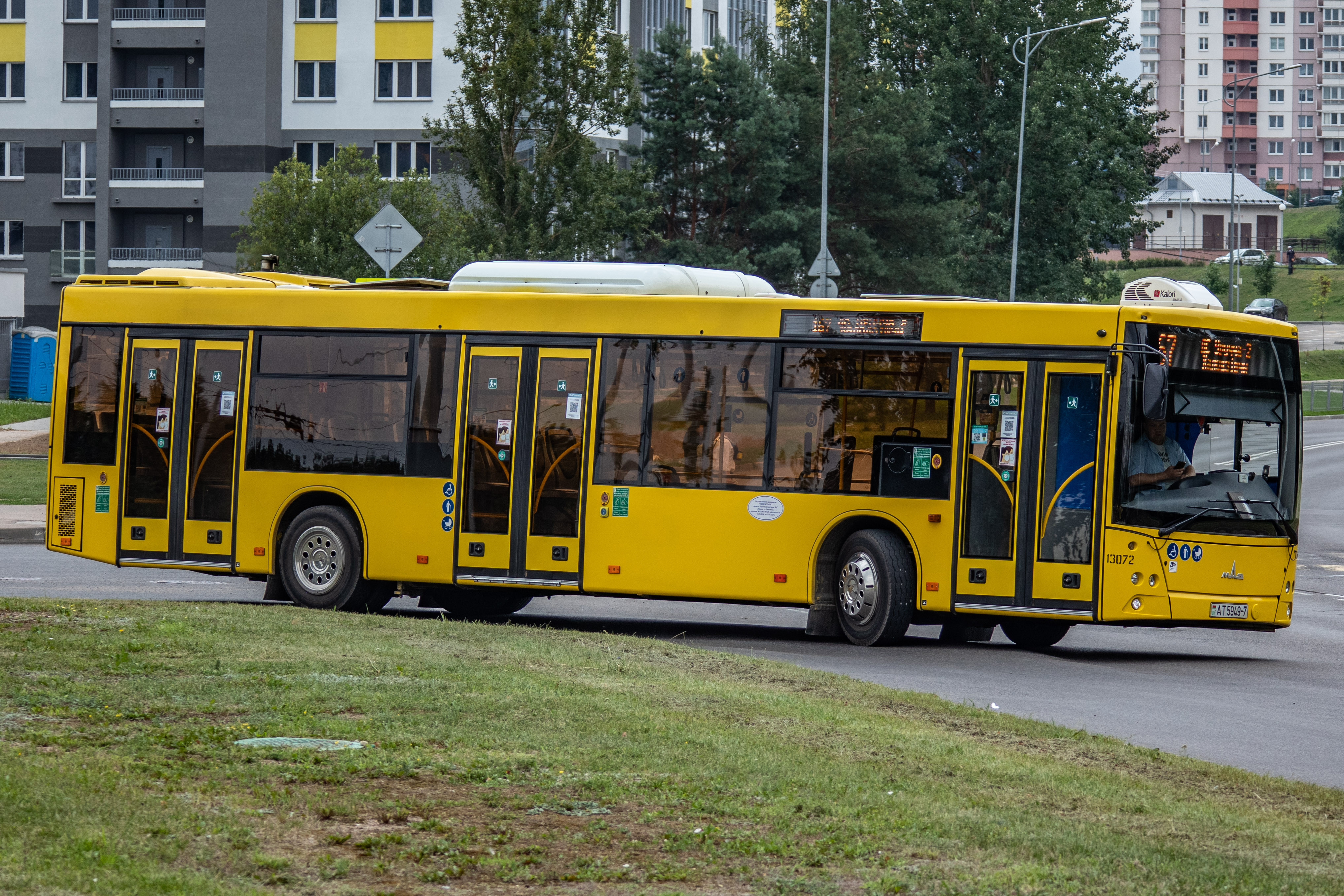
МАЗ-203.015 в Минске
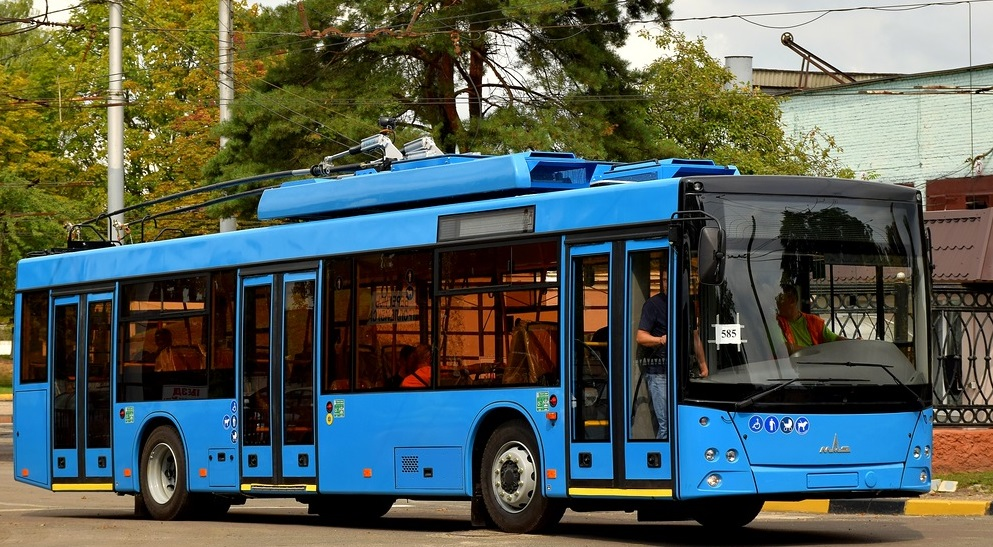
Троллейбус МАЗ-ЭТОН-Т203
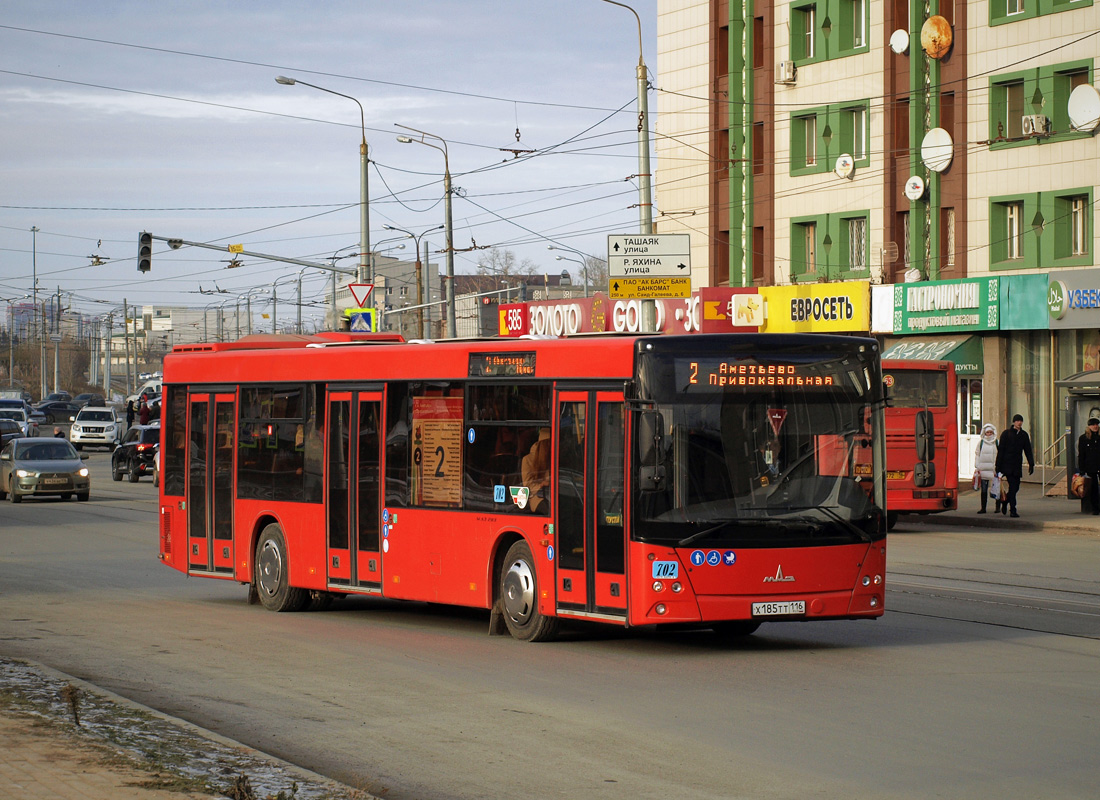
МАЗ-203.069 в Казани
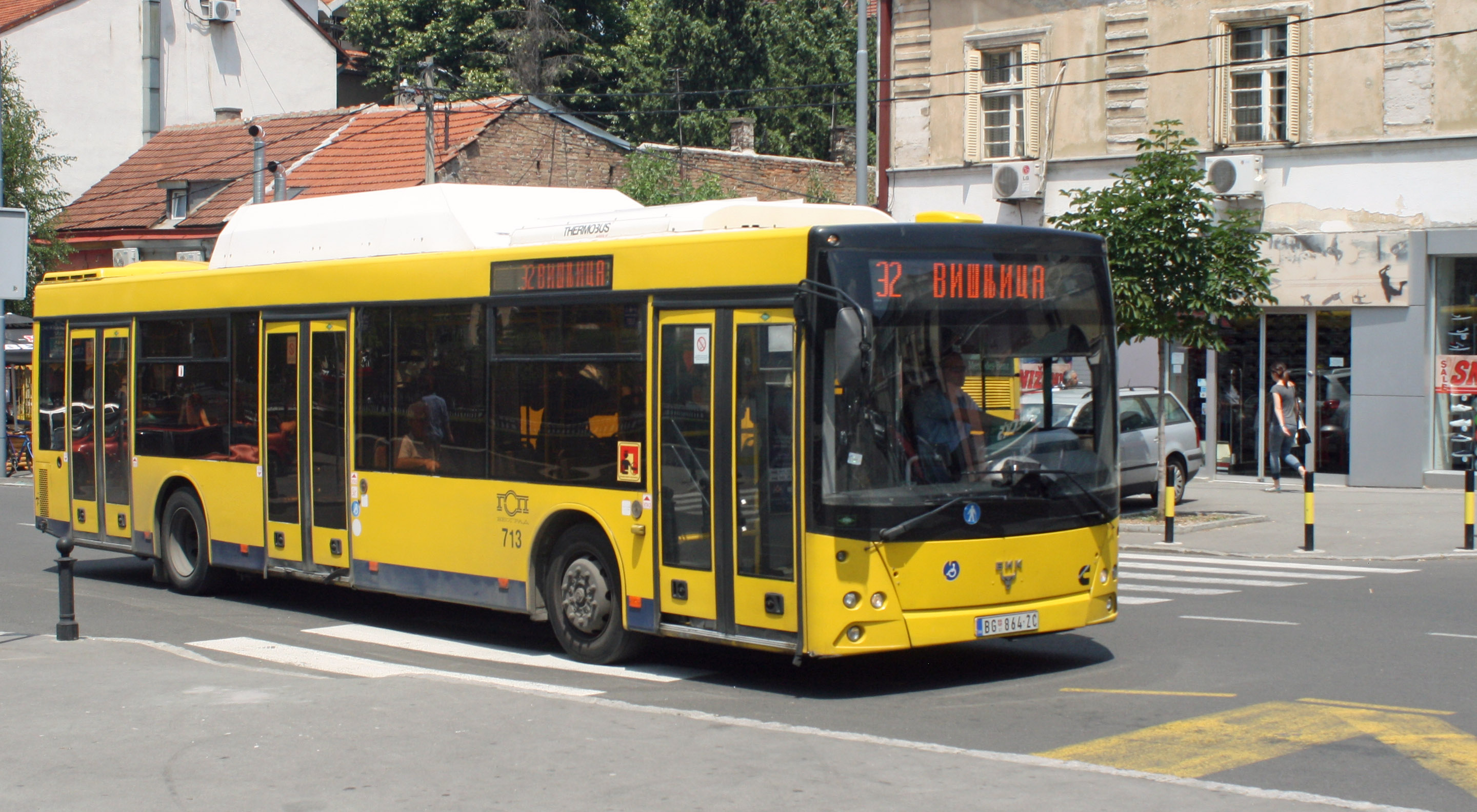
МАЗ-203.M76 КПГ в Белграде
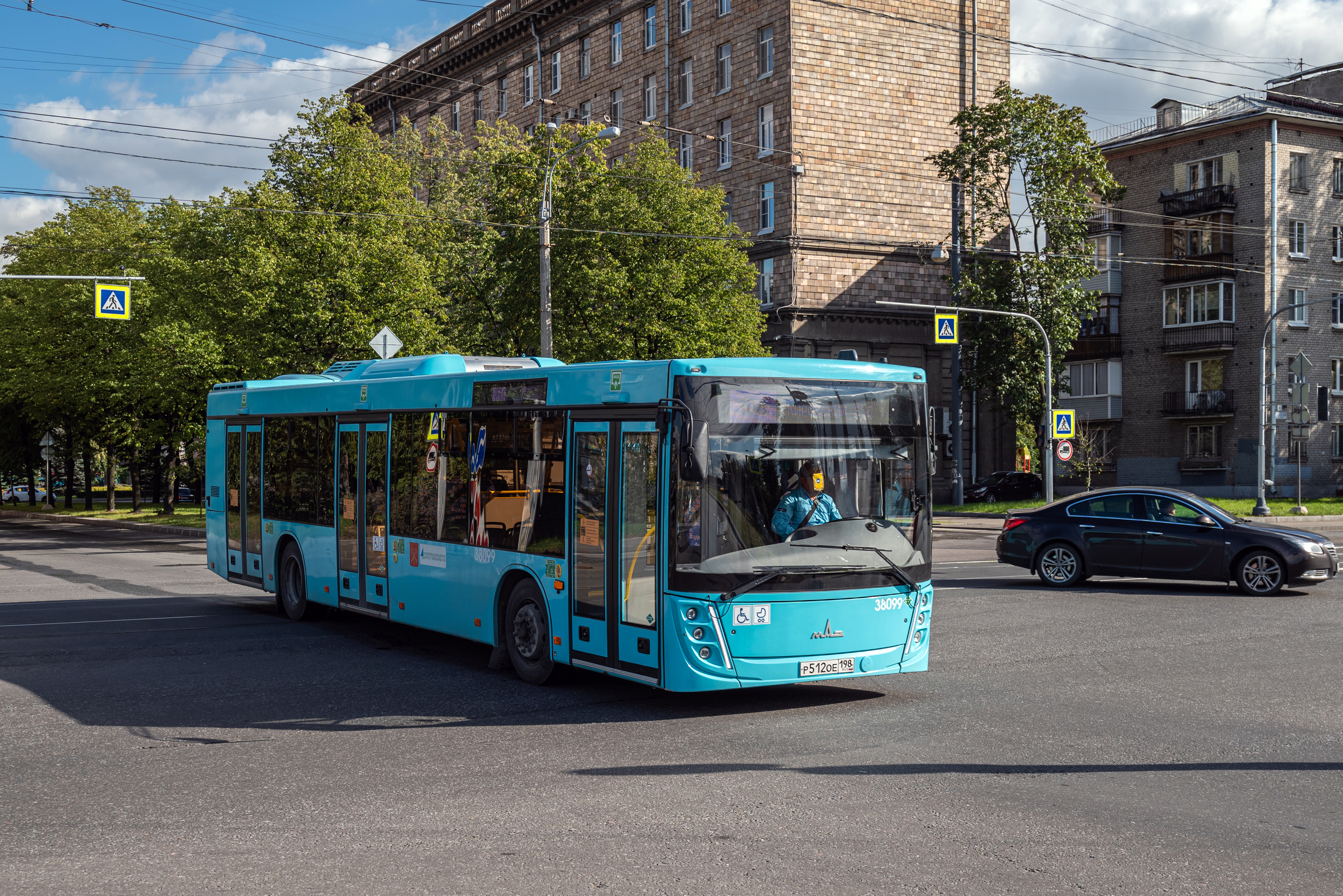
МАЗ-203.945 СПГ в Санкт-Петербурге с изменённой передней маской
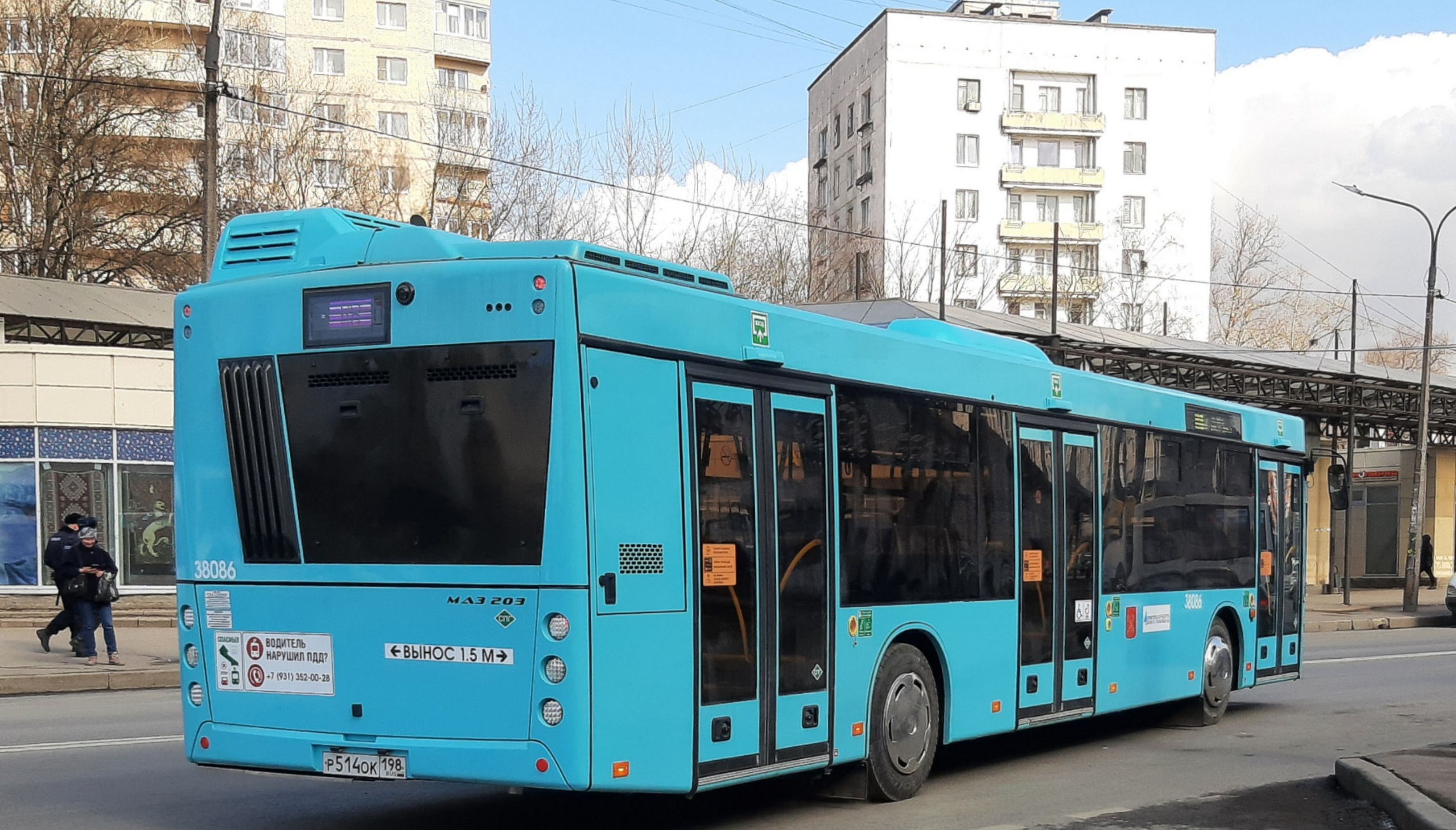
МАЗ-203.945 СПГ в Санкт-Петербурге
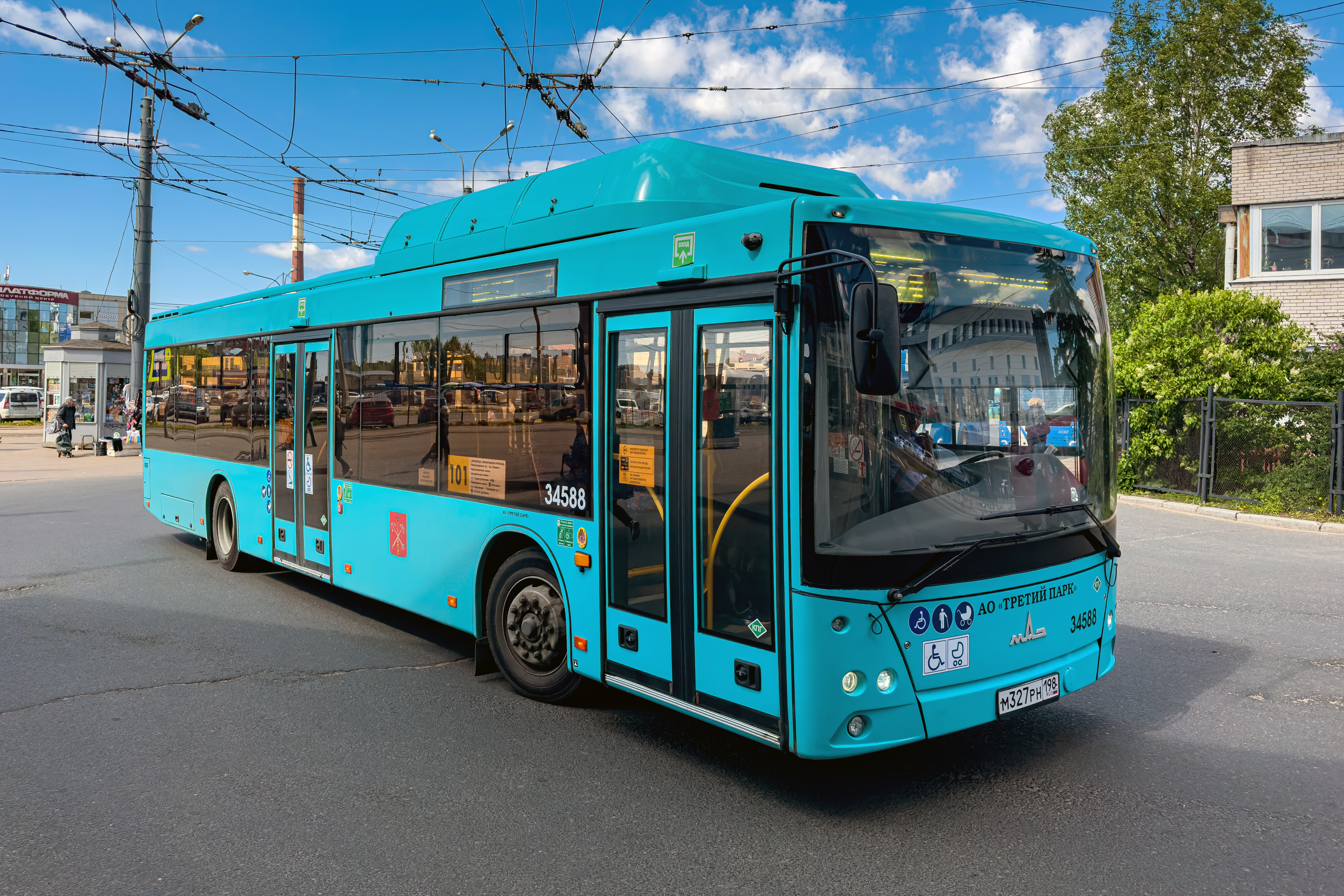
МАЗ-203.C46 КПГ в Санкт-Петербурге
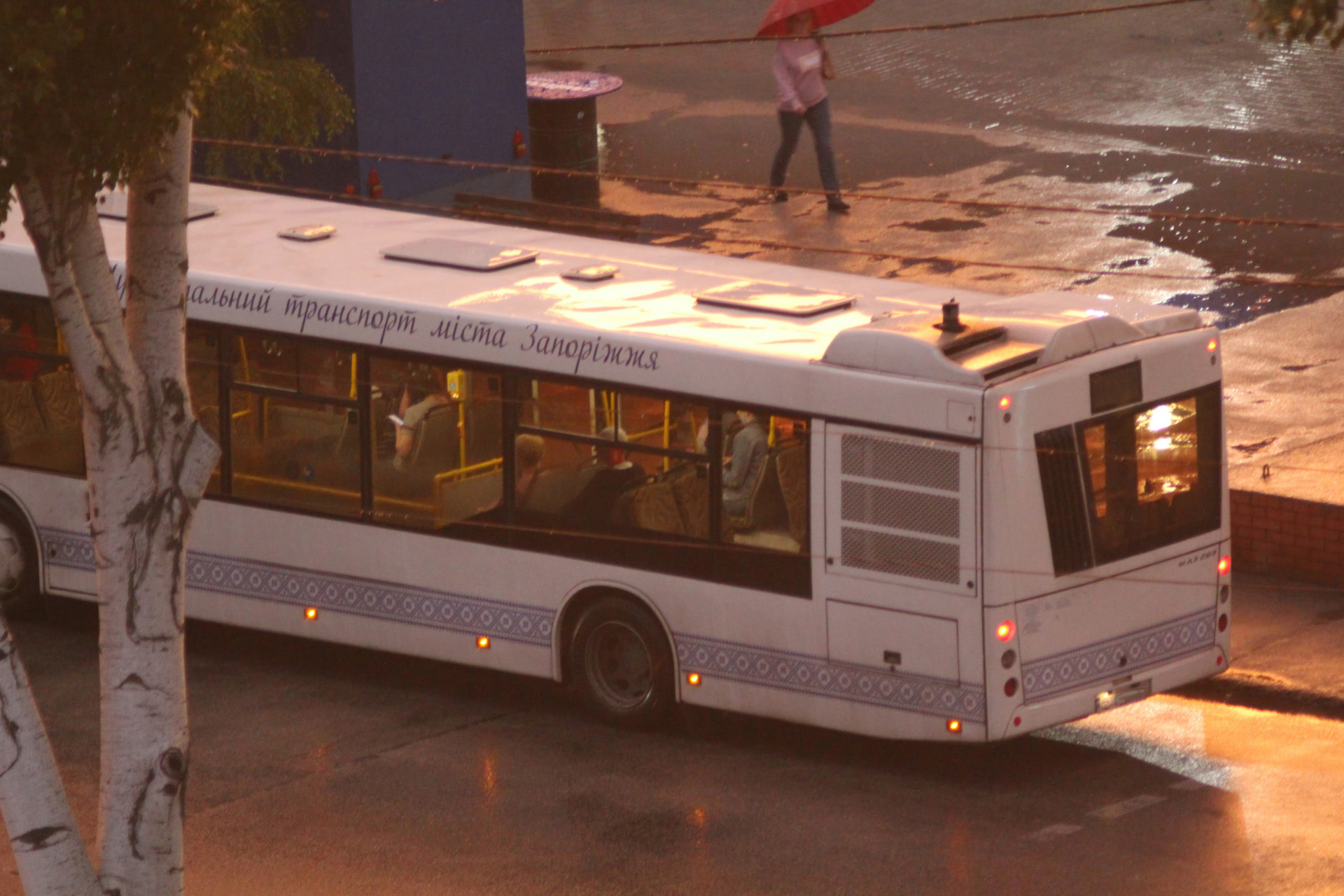
МАЗ-203 в Запорожье